# 葡萄园工人的比喻

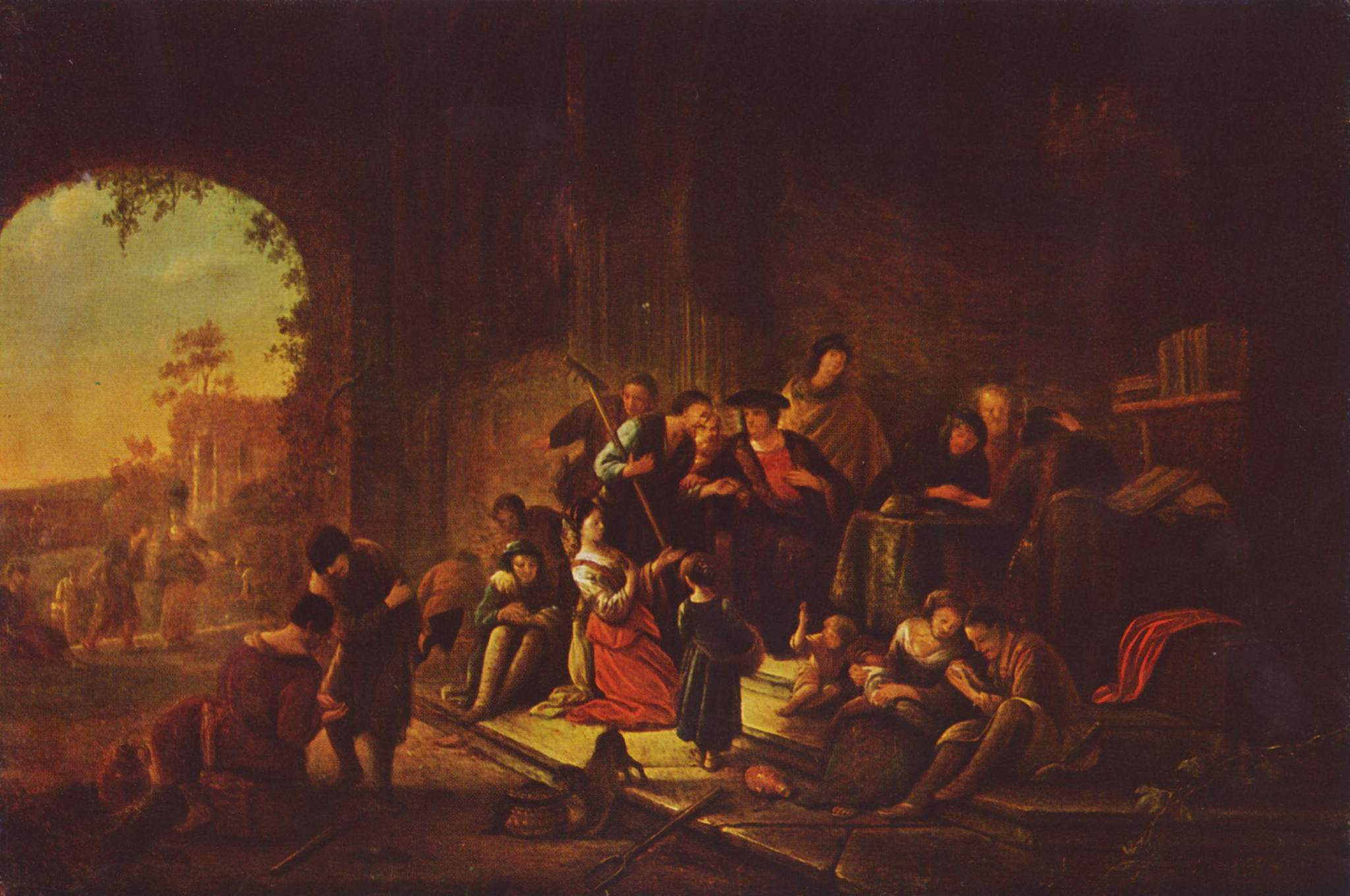
17世纪的一幅以葡萄园工人的比喻为主题的绘画作品。

葡萄园工人的比喻是《新约圣经》中一个耶稣的比喻。
根据《马太福音》第20章第1至16节，耶稣言道，对于那些接受到葡萄园（在这里耶稣指神的国）做工的工人，越早接受神的愛，越晚接受神的愛，都能得到神的拯救恩典。

## 原文
|                                     | 因为天国好像家主、清早去雇人、进他的葡萄园作工。和工人讲定、一天一钱银子、就打发他们进葡萄园去。约在巳初出去、看见市上还有闲站的人。就对他们说、你们也进葡萄园去、所当给的、我必给你们。他们也进去了。约在午正和申初又出去、也是这样行。约在酉初出去、看见还有人站在那里．就问他们说、你们为甚么整天在这里闲站呢。他们说、因为没有人雇我们。他说、你们也进葡萄园去。到了晚上、园主对管事的说、叫工人都来、给他们工钱、从后来的起、到先来的为止。约在酉初雇的人来了、各人得了一钱银子。及至那先雇的来了、他们以为必要多得，谁知也是各得一钱。他们得了、就埋怨家主说、我们整天劳苦受热、那后来的只做了一小时、你竟叫他们和我们一样么。家主回答其中的一人说、朋友、我不亏负你．你与我讲定的、不是一钱银子么。拿你的走吧。我给那后来的和给你一样、这是我愿意的。我的东西难道不可随我的意思用么。因为我作好人、你就红了眼么。这样、那在后的将要在前、在前的将要在后了。 |
| ——《馬太福音》第20章第1节至第16节参 | |